# Шамвей (Іллінойс)
Шамвей (англ. Shumway) — селище (англ. village) в США, в окрузі Еффінґгем штату Іллінойс. Населення — 188 осіб (2020).

## Географія
Шамвей розташований за координатами 39°11′0″ пн. ш. 88°39′12″ зх. д. / 39.18333° пн. ш. 88.65333° зх. д. (39.183433, -88.653206).  За даними Бюро перепису населення США в 2010 році селище мало площу 0,86 км², уся площа — суходіл.

## Демографія
Згідно з переписом 2010 року, у селищі мешкали 202 особи в 79 домогосподарствах у складі 57 родин. Густота населення становила 235 осіб/км².  Було 91 помешкання (106/км²).
Расовий склад населення:
| - 94,1 % — білих |

До двох чи більше рас належало 5,9 %. Частка іспаномовних становила 3,5 % від усіх жителів.
За віковим діапазоном населення розподілялося таким чином: 24,8 % — особи молодші 18 років, 65,3 % — особи у віці 18—64 років, 9,9 % — особи у віці 65 років та старші. Медіана віку мешканця становила 34,5 року. На 100 осіб жіночої статі у селищі припадало 88,8 чоловіків;  на 100 жінок у віці від 18 років та старших — 94,9 чоловіків також старших 18 років.
Середній дохід на одне домашнє господарство  становив 47 980 доларів США (медіана — 40 417), а середній дохід на одну сім'ю — 59 447 доларів (медіана — 51 563). Медіана доходів становила 41 719 доларів для чоловіків та 28 472 долари для жінок. За межею бідності перебувало 12,2 % осіб, у тому числі 28,9 % дітей у віці до 18 років та 0,0 % осіб у віці 65 років та старших.
Цивільне працевлаштоване населення становило 109 осіб. Основні галузі зайнятості: освіта, охорона здоров'я та соціальна допомога — 25,7 %, роздрібна торгівля — 15,6 %, виробництво — 14,7 %.